# 稲庭町
稲庭町（いなにわちょう）は、秋田県湯沢市の大字。郵便番号012-0107。本項では同地域にかつて存在した雄勝郡稲庭村（いなにわむら）・稲庭町（いなにわまち）についても記す。

## 地理
湯沢市北東部に位置する。北で三梨町、西で宇留院内、南・東で皆瀬と隣接する。皆瀬川と国道398号が縦貫し、秋田県道307号稲庭高松線と秋田県道279号稲庭関口線が西に分岐する。

### 山岳
- 朝月山
- 大森山

### 河川
- 皆瀬川

### 小字
字朝月、字朝月前、字朝月山、字新処、字新屋布、字稲庭、字岩城、字打越、字上段、字栄花舘、字大小沢出口、字大谷、字大森、字大森沢、字大森山、字角間沢、字鍛治屋布、字上大小沢、字上川原、字萱又、字観音寺、字熊ノ台、字倉ノ下、字桁倉、字高野、字小沢、字五社ケ沢、字沢口、字沢口台、字三番沢、字品池山、字下大小沢、字下川原、字下高橋、字下桃倉、字新城、字新城台、字新町下、字関沢、字高橋、字滝ノ上、字滝ノ下、字玉ケ沢、字堤ケ沢、字坪沢、字天明松、字研場、字内記川原、字中大小沢、字中川原、字中嶋、字二階、字早坂、字早坂下、字日照田、字平場、字平林、字琵琶倉、字梺、字古舘前平、字万田平、字三嶋、字南ケ沢、字桃倉、字薬研沢、字八郷、字八郷川原、字谷地、字山ノ下、字葮渕

## 伝説
稲庭の名前の由来は民話や伝説では太平山の三吉神に仮託されている。
稲庭という所に、三吉という若者が長者に奉公していた。ある日長者はいつまでも手伝ってもらうわけもいくまいと、何なりとお前の好きな物をやるから一本立ちしたらよかろうと言った。三吉は喜んで、旦那様の前の田の稲ばせをひと背負頂戴致しますと言う。長者は何と欲がない男だと笑って承知すると、翌朝千刈田いっぱい掛けたおいた稲ばせの稲がことごとく取り去られて一本もない。三吉は皆まとめてひと背負に背負って行くところだった。その中から誤って稲束がたった二束地上に落ちていたので、その土地を今のように稲二束（稲庭）と言うようになった。

## 歴史

### 沿革
- 1889年（明治22年）4月1日 - 町村制施行により、近世以来の稲庭村が単独で自治体を形成。
- 1902年（明治35年）6月4日 - 稲庭村が町制施行して稲庭町となる。
- 1956年（昭和31年）9月30日 - 稲庭町が川連町・三梨村と合併し、稲庭川連町が発足。同日自治体としての稲庭町廃止。
- 1966年（昭和41年）4月1日 - 稲庭川連町が改称して稲川町となる。
- 2005年（平成17年）3月22日 - 稲川町が湯沢市・雄勝町・皆瀬村と合併し、改めて湯沢市が発足。

## 交通

### 鉄道
町内を鉄道路線は通っていない。鉄道を利用する場合の最寄り駅は、JR東日本奥羽本線湯沢駅。

### バス
羽後交通
- 湯沢・小安線
  - 雄勝中央病院 - 湯沢営業所 - 川連 - 稲庭梺 - 皆瀬庁舎前 - 小安温泉
- 横手・小安線
  - 平鹿総合病院前 - 横手バスターミナル - 十文字案内所 - 四ツ谷角 - 川連 - 稲庭梺 - 皆瀬庁舎前 - 小安温泉

### 道路
- 国道398号
- 秋田県道307号稲庭高松線
- 秋田県道279号稲庭関口線

## 施設
- 湯沢市立稲庭小学校 (廃校)
- 稲庭郵便局